# Boob McNutt
Boob McNutt es una tira de prensa creada por el historietista estadounidense Rube Goldberg. 

## Trayectoria editorial
Comenzó a publicarse en el diario New York Evening Mail el 1 de mayo de 1915 como sunday (página dominical). Tres años después, a través de la Star Company, filial de la King Features Syndicate, comenzó a ofrecerse también en otras publicaciones. Dejó de aparecer el 30 de septiembre de 1934.

## Argumento
Se trata de una serie humorística, protagonizada por el personaje que da nombre a la serie, Boob McNutt. Su nombre es una combinación de las palabras inglesas "boob" (bobo; to make a boob significa "meter la pata") y "nut" (chiflado). Haciendo honor a su nombre, McNutt es un personaje patoso y bufonesco, que siempre intenta ayudar a su manera. Emprende tareas en las que siempre fracasa, provocando la hilaridad de los lectores. Su atuendo característico es una chaqueta a cuadros, un pantalón estampado y una gorra verde.
En la serie aparecen otros muchos personajes secundarios, como los gemelos Mike e Ike (procedentes de su propia tira de prensa), el mayor Grumbo o el rico y antipático Shrimp Smith. Entre 1924 y 1927 el antagonista del personaje fue el malvado Zano, científico obsesionado con la idea de apoderarse del mundo. Por la misma época cobró también importancia el personaje de su novia, Pearl, con la que Boob se casó en 1927.

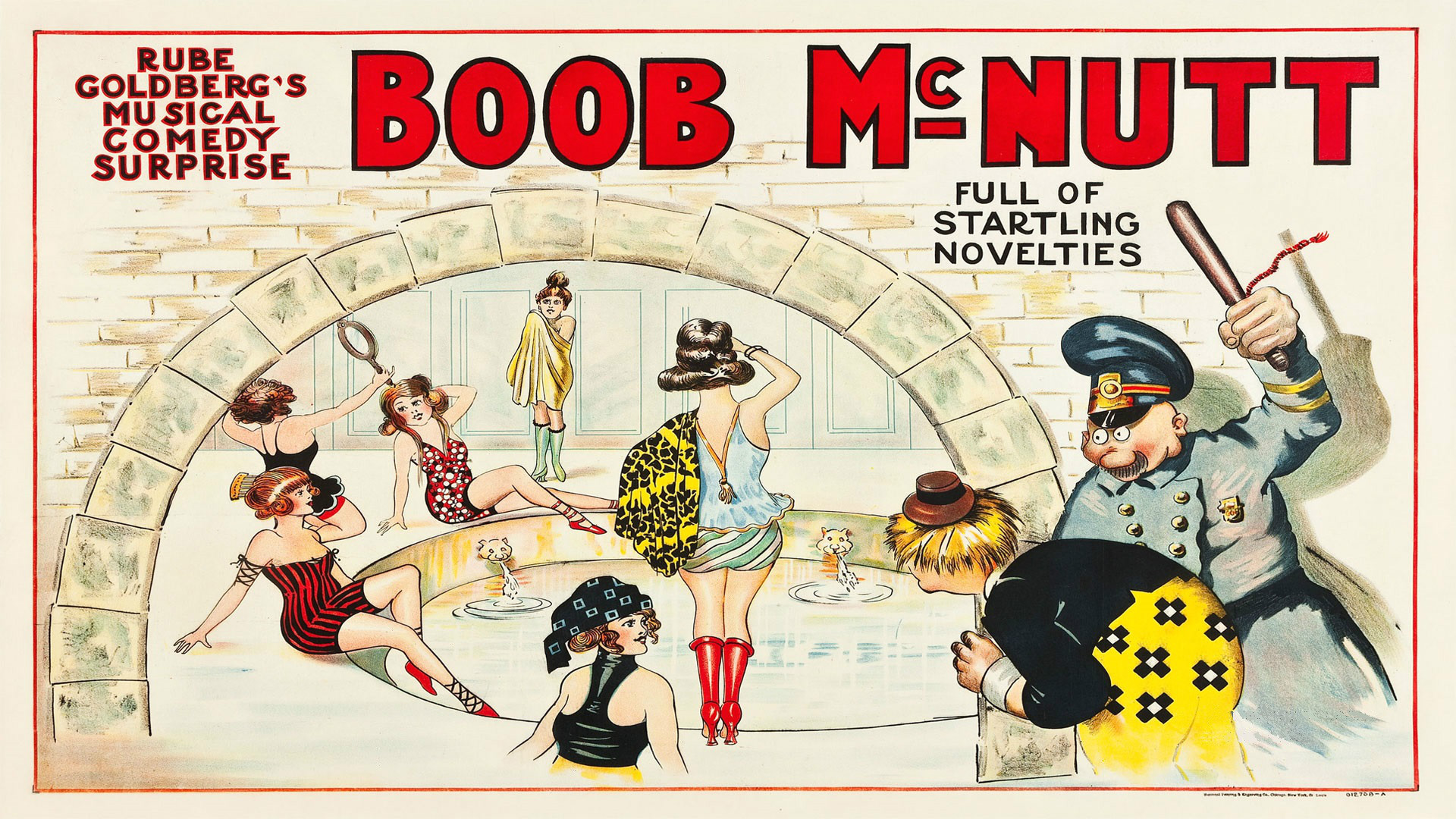
Cartel publicitario de 1920 de una versión escénica musical.

- Datos: Q4942760